# Bulbophyllum imbricatum
Espèce
Synonymes
- Bulbophyllum congolense (De Wild.) De Wild.[1]
- Bulbophyllum gilletii (De Wild.) De Wild.[1]
- Bulbophyllum kamerunense Schltr.[1]
- Bulbophyllum laurentianum Kraenzl. ex De Wild. & T.Durand[1]
- Bulbophyllum stenorhachis Kraenzl.[1]
- Megaclinium congolense De Wild.[1]
- Megaclinium gilletii De Wild.[1]
- Megaclinium hebetatum Kraenzl.[1]
- Megaclinium imbricatum (Lindl.) Rolfe[1]
- Megaclinium laurentianum (Kraenzl. ex De Wild. & T.Durand) De Wild.[1]
- Megaclinium strobiliferum (Kraenzl.) Rolfe[1]
- Phyllorkis imbricata (Lindl.) Kuntze[1]

Bulbophyllum imbricatum est une espèce de plantes à fleurs de la famille des Orchidaceae (les Orchidées) et et du genre Bulbophyllum, présente dans plusieurs pays d'Afrique tropicale : Sierra Leone, Liberia, Côte d'Ivoire, Ghana, Nigeria, Cameroun, région continentale de la Guinée équatoriale, île de Sao Tomé (Sao Tomé-et-Principe), Gabon, République centrafricaine, République démocratique du Congo.

## Description
C'est une plante à fleurs tigrées de violet foncé sur fond blanc et dont l’inflorescence est brun pourpre. 